# Bryan Gil
Bryan Gil Salvatierra (Barbate, 2001. január 11. –) spanyol korosztályos labdarúgó, a Girona játékosa kölcsönben a Tottenham Hotspur csapatától.

## Pályafutása

### Klubcsapatokban
2012-ben a Barbate csapatától került a Sevilla akadémiájához. 2018. augusztus 26-án mutatkozott be a Sevilla Atlético csapatában az UD Ibiza ellen hazai pályán 1–0-ra elvesztett harmadosztályú bajnoki mérkőzésen. szeptember 8-án első gólját is megszerezte a San Fernando ellen. December 12-én 2022-ig hosszabbította meg szerződését a klubbal. 2019. január 6-án az első csapatban is bemutatkozott az Atlético de Madrid ellen Wissam Ben Yedder cseréjeként. Április 25-én a Rayo Vallecano ellen 5–0-ra megnyert mérkőzésen megszerezte első gólját a felnőttek között, ezzel ő lett a spanyol élvonalban az első aki 21. századi születésűként gólt szerzett. 2019. november 29-én a Qarabağ csapata ellen első gólját szerezte meg az Európa-ligában. 2020. január 31-én a szezon további részére kölcsönbe került a Leganés csapatához. 2020. július 19-én a Real Madsrid ellen megszerezte első gólját a klubban. Október 5-én az Eibar csapatába került kölcsönben. 2021. január 3-án duplázott a Granada ellen 2–0-ra megnyert bajnoki mérkőzésen. Július 26-án a Tottenham Hotspur csapatába került egy játékoscsere keretében, Erik Lamelával cserélt helyett. 2022 január végén a szezon hátralévő részére kölcsönbe került a Valencia csapatához. 2023. január 30-án visszatért kölcsönbe a Sevilla csapatához. 2024. július 29-én a Girona csapatához került kölcsönben.

### A válogatottban
Többszörös spanyol korosztályos válogatott. Részt vett a 2018-as U17-es labdarúgó-Európa-bajnokságon, ahol a Belgium elleni negyeddöntőben estek ki. Tagja volt a 2019-es U19-es labdarúgó-Európa-bajnokságot megnyerő csapatnak. 2021. március 25-én mutatkozott be a felnőtt válogatottban Görögország ellen. Bekerült a 2020. évi nyári olimpiai játékokon résztvevő keretbe.

## Statisztika
2021. július 19-i állapotnak megfelelően.
| Klub     | Szezon   | Bajnokság | Bajnokság | Bajnokság | Kupa  | Kupa  | Nemzetközi | Nemzetközi | Egyéb | Egyéb | összesen | összesen |
| Klub     | Szezon   | Osztály   | Mérk.     | Gólok     | Mérk. | Gólok | Mérk.      | Gólok      | Mérk. | Gólok | Mérk.    | Gólok    |
| -------- | -------- | --------- | --------- | --------- | ----- | ----- | ---------- | ---------- | ----- | ----- | -------- | -------- |
| Sevilla  | 2018–19  | La Liga   | 11        | 1         | 2     | 0     | 0          | 0          | 0     | 0     | 13       | 1        |
| Sevilla  | 2019–20  | La Liga   | 2         | 0         | 0     | 0     | 4          | 1          | 0     | 0     | 6        | 1        |
| Sevilla  | 2020–21  | La Liga   | 1         | 0         | 0     | 0     | 0          | 0          | 0     | 0     | 1        | 0        |
| Sevilla  | Összesen | Összesen  | 14        | 1         | 2     | 0     | 4          | 1          | 0     | 0     | 20       | 2        |
| Leganés  | 2019–20  | La Liga   | 12        | 1         | 0     | 0     | —          | —          | —     | —     | 12       | 1        |
| Leganés  | Összesen | Összesen  | 12        | 1         | 0     | 0     | 0          | 0          | 0     | 0     | 12       | 1        |
| Eibar    | 2020–21  | La Liga   | 28        | 4         | 1     | 0     | —          | —          | —     | —     | 29       | 4        |
| Eibar    | Összesen | Összesen  | 28        | 4         | 1     | 0     | 0          | 0          | 0     | 0     | 29       | 4        |
| Összesen | Összesen | Összesen  | 54        | 6         | 3     | 0     | 4          | 1          | 0     | 0     | 61       | 7        |

## Sikerei, díjai

### Klub
- Sevilla:
  - Európa-liga (2): 2019–20, 2022–23

### Válogatott
- Spanyolország U19
  - U19-es labdarúgó-Európa-bajnokság: 2019

## További információ
- Bryan Gil adatlapja a Transfermarkt oldalán (angolul)
- Bryan Gil adatlapja a Soccerway oldalon (angolul)
- Bryan Gil az Instagramon